# Las Vegas Festival Grounds
O Las Vegas Festival Grounds (anteriormente MGM Resorts Festival Grounds) é um local de eventos ao ar livre, com área de 33 acres (13 ha), situado no Las Vegas Strip, ao norte do Circus Hotel and Casino, de propriedade da MGM, em Winchester, Nevada, Estados Unidos.

## História
De 1941 a 1960 o El Rancho Vegas ocupou o local.
O local foi desenvolvido pela MGM Resorts International, o Cirque du Soleil, e a Yucaipa Companies, de propriedade do investidor americano Ron Burkle, primariamente para servir como local do festival de música bianual Rock in Rio USA, que realizou sua edição inaugural em 2015. A MGM construiu o piso do local de forma que o mesmo possa servir para festivais, concertos e eventos esportivos (como boxe, artes marciais mistas e futebol), como complemento a seus outros locais na área.
O local foi inicialmente chamado de a City of Rock, nome este derivado do seu equivalente brasileiro, o festival Rock in Rio. Em outubro de 2015, a marca MGM Resorts foi descartada e o local foi renomeado simplesmente como Las Vegas Festival Grounds. A renomeação foi parte de um esforço para minimizar o papel da MGM no local para melhorar sua comercialização para eventos de terceiros, e anunciar o local como parte da "comunidade" de Las Vegas.

## Eventos notáveis
O Rock in Rio USA de 2015 foi realizado no local. A cantora estadunidense Taylor Swift iniciou a etapa norte-americana de sua turnê mundial The 1989 World Tour aqui, em 15 de maio de 2015, como parte do festival Rock in Rio USA.
Em abril de 2016, o Las Vegas Festival Grounds sediou o Festival ACM Party For a Cause no fim de semana que precedeu a cerimônia de premiação de musica country Academy of Country Music Awards.